# Kiziljurt
Kiziljurt, někdy Kizil-Jurt, (rusky Кизилю́рт) je město v Dagestánu v Ruské federaci. Městem protéká řeka Sulak a leží na hlavní železniční trase mezi městy Machačkala a Groznyj.

## Významní rodáci
Město je rodištěm výborných zápasníků, především volnostylařů a sambistů (judistů).[zdroj?]